# OGLE-2003-BLG-235L
OGLE-2003-BLG-235L, también llamada MOA 2003-BLG-53L, o por la designación doble OGLE-2003-BLG-235L/MOA 2003-BLG-53L es una estrella enana naranja, localizada en la constelación de Sagitario, a unos 19.000 años luz de distancia, que posee un planeta extrasolar, OGLE-2003-BLG-235Lb. Fue descubierta durante el evento de microlente gravitatoria OGLE-2003-BLG-235/MOA 2003-BLG-53.

## Evento de microlente gravitatoria
OGLE-2003-BLG-235/MOA 2003-BLG-53, El evento de microlente gravitatoria ocurrido en julio de 2003, fue observado como parte del Experimento de lente óptica gravitacional (OGLE), y por el grupo Microlensing Observations in Astrophysics (MOA), llevando por ello una doble designación.
La estrella fuente en el evento fue una estrella de la secuencia principal del tipo espectral G, localizada a unos 32.000 años luz de distancia en el bulbo galáctico. 
OGLE-2003-BLG-235L/MOA 2003-BLG-53L, la estrella lente, es una enana naranja, de tipo espectral K, está situada a unos 19.000 años luz de distancia, y es acompañada por un planeta extrasolar.

## Planeta extrasolar
En 2004 el análisis de la curva de luz del evento permitió la detección de un objeto en órbita de la estrella lente, con una masa de 0,0039 veces la de su estrella madre. Se asumió que la estrella era una enana roja, debido a que es el tipo más común en la galaxia, de modo que el objeto caía dentro del rango de masa de los planetas gigantes gaseosos.
Para 2006 la estrella lente y la fuente se habían desplazado de modo que su luz podía ser diferenciada. Observaciones hechas con el telescopio Hubble revelaron que la estrella lente de hecho era más brillante y menos roja que lo esperado, concordando con el especro de una enana naranja del tipo K, con una masa de 0.63+0.08
-0.09MSol, superior al promedio galáctico. Esto permite un estimado para la distancia a la que se encuentra la estrella lente, de unos 5,8 kiloparsecs (19.000 años luz).